# Lista de filmes com temática LGBT de 1987
Esta é uma lista de filmes que contém personagens e/ou temática lésbica, gay, bissexual, ou transgênera lançados em 1987.
| Título                                                                      | Diretor                   | País                            | Gênero                     | Elenco | Anotações |
| --------------------------------------------------------------------------- | ------------------------- | ------------------------------- | -------------------------- | --- | --- |
| A dos aguas                                                                 | Carlos Olguin-Trelawny    | Argentina                       | Drama                      | Miguel Ángel Solá, Bárbara Mújica, Cipe Lincovsky, Aldo Braga, Jorge Sassi, Osvaldo Tesser                             | [ 1 ] |
| Across the Rubicon                                                          | Lionel Friedberg          | África do Sul                   | Documentário               | Pieter-Dirk Uys | Sobre uma drag queen sul-africana cujas performances elucidam, satirizam, e criticam o apartheid                                       |
| The ADS Epidemic                                                            | John Greyson              | EUA                             | Curta                      | | Examina a paranoia sobre o sexo criada pela AIDS                                                                                       |
| Alfalfa                                                                     | Richard Kwietniowski      | Reino Unido                     | Curta                      | | Apresenta um alfabeto de termos gays                                                                                                   |
| Andy Warhol                                                                 | Kim Evans, Lana Jokel     | Reino Unido                     | Documentário               | Andy Warhol, Paul Morrissey, Viva, John Giorno, Brigid Berlin, Gerard Malanga, Sylvia Miles                            | Feito depois de sua morte, documenta a vida e a obre de Andy Warhol                                                                    |
| Angelus Novus                                                               | Pasquale Misuraca         | Itália                          | Biográfico                 | Domenico Pesce, Tomaso Ricordy, Stefano Valoppi, Eliana Cifa, Ignazio Fenu                                             | Reconstrui e reinventa a vida e a morte violenta de Pier Paolo Pasolini                                                                |
| Anita - Tänze des Lasters                                                   | Rosa von Praunheim        | Alemanha Ocidental              | Comédia, Drama             | Lotti Huber, Ina Blum, Mikael Honesseau, Eva-Maria Kurz, Hannelene Limpach, Andreas Hofer                              | Uma mulher enlouquece e acredita ser Anita Berber, uma dançarina e figura escandalosa de Berlim pós-Primeira Guerra                    |
| Anjos da Noite                                                              | Wilson Barros             | Brasil                          | Drama                      | Zezé Motta, Antônio Fagundes, Marília Pêra, Marco Nanini, Cláudio Mamberti                                             | [ 8 ] |
| Anjos do Arrabalde                                                          | Carlos Reichenbach        | Brasil                          | Drama                      | Betty Faria, Irene Stefânia, Clarisse Abujamra, Vanessa Alves                                                          | |
| Around the World in Eighty Ways                                             | Stephen MacLean           | Austrália                       | Comédia                    | Philip Quast, Allan Penney, Gosia Dobrowolska, Diana Davidson, Kelly Dingwall, Rob Steele                              | Dois irmão levam o pai doente em uma viagem ao redor do mundo para encontrar a mãe, que está em turnê                                  |
| Baba-It                                                                     | Jonathan Sagall           | Israel                          | Curta                      | Ronna Cohen, Serjio Elmand, Amikam Levi, Judi Litani, Gita Luka, Julian Maurier                                        | Sobre um casal gay de dramaturgos |
| Beyond Therapy                                                              | Robert Altman             | EUA                             | Comédia                    | Julie Hagerty, Jeff Goldblum, Glenda Jackson, Tom Conti, Christopher Guest, Geneviève Page                             | trad. Além da Terapia Baseado na peça homônima de Christopher Durang                                                                   |
| Blunt: The Fourth Man                                                       | John Glenister            | Reino Unido                     | Drama, Biográfico          | Ian Richardson, Anthony Hopkins, Michael Williams, Rosie Kerslake, Geoffrey Chater, Albert Welling                     | Sobre Anthony Blunt, o 'quarto homem' no circulo de espiões soviéticos no MI5                                                          |
| Boy, Girl                                                                   | Bruce LaBruce             | Canadá                          | Curta, Experimental        | G.B. Jones, Bruce LaBruce, Andrew J. Paterson                                                                          | [ 13 ] |
| Bright Eyes                                                                 | Stuart Marshall           | Reino Unido                     | Documentário               | Michael Callen, Stuart Marshall                                                                                        | Detalha os vários fatores da verdadeira natureza da AIDS                                                                               |
| Broken Vows                                                                 | Jud Taylor                | EUA                             | Mistério, Drama            | Tommy Lee Jones, Annette O'Toole, M. Emmet Walsh, Frances Fisher, Milo O’Shea, David Groh                              | trad. Juramento Quebrado |
| Burglar                                                                     | Hugh Wilson               | Canadá, EUA                     | Comédia                    | Whoopi Goldberg, Bob Goldthwait, G. W. Bailey, Lesley Ann Warren                                                       | Baseado no romance The Burglar in the Closet de Lawrence Block                                                                         |
| Calé                                                                        | Carlos Serrano            | Espanha                         | Drama                      | Mónica Randall, Rosario Flores, Joan Miralles, Antonio Llopis, Antonio Flores                                          | Uma versão da história de Pigmaleão, uma atriz de meia-idade se apaixona por uma cigana e tenta mudar seu estilo de vida               |
| Chuck Solomon: Coming of Age                                                | Marc Huestis              | EUA                             | Documentário               | Chuck Solomon, Tom Ammiano, Doris Fish                                                                                 | Sobre Chuck Solomon, ator, diretor, e criador do teatro queer Theatre Rhinoceros                                                       |
| Clandestino destino                                                         | Jaime Humberto Hermosillo | México                          | Drama                      | Rafael Monroy, Magnolia Rivas, Denise Montiel, Alonso Tellez, Arturo Villaseñor, Gloria San Martín                     | Em um fututro onde o México é parte dos EUA, o sexo é proibido, mas um grupo se rebela                                                 |
| Crazy Boys                                                                  | Peter Kern                | Alemanha Ocidental              | Comédia, Drama             | Barbara Fenner, Udo Schenk, Mehmed Yandirer, Zacharias Preen, Axel Tudsen, Marianne Sagebrecht                         | O dono de um cabaré prestes a falir decide fazer um show com homens strippers para tentar salvá-lo                                     |
| Damned If You Don't                                                         | Su Friedrich              | EUA                             | Curta                      | Peggy Healey, Makea MacDonald, Ela Troyano                                                                             | Uma versão lésbica do filme Black Narcissus                                                                                            |
| A Death in the Family                                                       | Stewart Main, Peter Wells | Nova Zelândia                   | Drama                      | Bernadette Doolan, Nancy Flyger, Nigel Harbrow, Derek Hardwick, Rosie Baysting, Georgina Beyer                         | Baseado no falecimento do amigo de Wells, o primeiro neozelandês a morrer dado à complicações da AIDS                                  |
| Empire State                                                                | Ron Peck                  | Reino Unido                     | Suspense                   | Cathryn Harrison, Jason Hoganson, Elizabeth Hickling, Jamie Foreman, Emily Bolton, Martin Landau                       | [ 23 ] |
| Five Ways to Kill Yourself                                                  | Gus Van Sant              | EUA                             | Curta, Comédia             | Gus Van Sant, Michael Parker                                                                                           | Insatisfeito com sua carreira, Van Sant pensa em cinco maneiras de se matar                                                            |
| Le foto di Gioia                                                            | Lamberto Bava             | Itália                          | Suspense, Terror           | Serena Grandi, Vanni Corbellini, George Eastman, David Brandon, Sabrina Salerno, Capucine                              | [ 25 ] |
| Funny Boy                                                                   | Christian Le Hémonet      | França                          | Comédia, Drama             | Gérard Lecaillon, Valérie Mairesse, Anaïs Jeanneret, Sacha Briquet, Jean-Pierre Kalfon, Gérard Rinaldi                 | Um jovem burguês de uma cidade pequena se muda para Paris e começa a se apresentar em drag em um cabaré                                |
| Gertrude Stein and a Companion!                                             | Ira Cirker                | EUA                             | Biográfico, Drama          | Jan Miner, Marian Seldes                                                                                               | Após sua morte, o fantasma de Gertrude Stein volta para o lado de sua parceira de vida, Alice B. Toklas                                |
| Gli occhiali d'oro                                                          | Giuliano Montaldo         | Itália, França, Iugoslávia      | Drama                      | Philippe Noiret, Rupert Everett, Valeria Golino, Nicola Farron, Stefania Sandrelli, Roberto Herlitzka                  | trad. Os Óculos de Ouro Uma família judia e um médico gay são perseguidos na Itália fascista                                           |
| He's My Girl                                                                | Gabrielle Beaumont        | EUA                             | Comédia                    | T. K. Carter, David Hallyday, Jennifer Tilly, David Clennon, Misha McK, Bibi Besch                                     | [ 29 ] |
| I Know What It's Like to be Dead                                            | Bruce LaBruce             | Canadá                          | Curta                      | Anita Smith, Bruce LaBruce                                                                                             | Um autorretrato do diretor |
| Inappropriate Behaviour                                                     | Paul Seed                 | Reino Unido                     | Drama                      | Charlotte Coleman, Jenifer Landor                                                                                      | Uma psiquiatra começa a se aproximar de uma jovem paciente                                                                             |
| Les innocents                                                               | André Téchiné             | França                          | Drama                      | Sandrine Bonnaire, Simon de La Brosse, Abdellatif Kechiche, Jean-Claude Brialy, Stéphane Onfroy, Christine Paolini     | [ 32 ] |
| Is-slottet                                                                  | Per Blom                  | Noruega                         | Drama                      | Hilde Nyeggen Martinsen, Line Storesund, Sigrid Huun, Urda Brattrud Larsen                                             | |
| I've Heard the Mermaids Singing                                             | Patricia Rozema           | Canadá                          | Comédia, Drama             | Sheila McCarthy, Paule Baillargeon, Ann-Marie MacDonald, Richard Monette, John Evans, Brenda Kamino                    | trad. Ouvi as Sereias Cantando Uma tímida assistente de uma galeria começa a gostar de sua chefe lésbica                               |
| Jack and Jill                                                               | Leroy Salvador            | Filipinas                       | Comédia                    | Sharon Cuneta, Herbert Bautista, Edu Manzano, Panchito, Sylvia La Torre, Jaime Fabregas                                | Após a morte de seu pai, uma moça fica no lugar dele como motorista de um milionário, e faz amizade com a irmã dele                    |
| Jeux d’artifices                                                            | Virginie Thévenet         | França                          | Comédia, Drama             | Myriam David, Gaël Seguin, Ludovic Henry, Andrée Putman, Claude Chabrol                                                | Dois irmãos órfãos são donos de um estúdio fotográfico, mas não tem muita conexão com o mundo exterior                                 |
| Jewel's Darl                                                                | Peter Wells               | Nova Zelândia                   | Curta                      | Georgina Beyer, Richard Hanna, Joanne Clark, Andrew Glover                                                             | Uma drag queen relembra seu relacionamento com uma mulher trans                                                                        |
| Le Jupon rouge                                                              | Geneviève Lefebvre        | França                          | Drama, Romance             | Alida Valli, Marie-Christine Barrault, Guillemette Grobon, Loïc Brabant                                                | Uma sobrevivente de um campo de concentração descobre que sua amante está tento um caso com uma aluna                                  |
| Kamen No Yûwaku (仮面の誘惑)                                                | Hisayasu Satô             | Japão                           | Drama, Erótico             | Kiyoshi Usuda, Naomi Hagio, Yutaka Ikejima, Kazuhiro Sano                                                              | Um jovem incendiário com um passado triste se apaixona pelo detetive investigando seus crimes                                          |
| Kaze to Ki no Uta Sanctus: Sei Naru Kana (風と木の詩 SANCTUS－聖なるかな－) | Yoshikazu Yasuhiko        | Japão                           | Animação, Romance          | Yuko Sasaki, Noriko Ohara, Yoshiko Sakakibara, Kaneto Shiozawa, Hiroshi Takemura, Tsutomu Kashiwakura                  | Baseado no mangá Kaze to ki no uta |
| The Last of England                                                         | Derek Jarman              | Reino Unido, Alemanha Ocidental | Drama, Fantasia            | Tilda Swinton, Spencer Leigh, 'Spring' Mark Adley, Gerrard McArthur, Jonny Phillips, Gay Gaynor                        | [ 41 ] |
| A Lei do Desejo                                                             | Pedro Almodóvar           | Espanha                         | Drama, Comédia, Romance    | Eusebio Poncela, Carmen Maura, Antonio Banderas, Manuela Velasco, Helga Liné, Nacho Martínez                           | |
| Less Than Zero                                                              | Marek Kanievska           | EUA                             | Drama                      | Andrew McCarthy, Robert Downey Jr., James Spader, Jami Gertz                                                           | |
| Lévy et Goliath                                                             | Gérard Oury               | França                          | Comédia                    | Richard Anconina, Michel Boujenah, Maxime Leroux, Jean-Claude Brialy                                                   | [ 42 ] |
| Lust for Freedom                                                            | Eric Louzil               | EUA                             | Ação, Crime, Drama         | Melanie Coll, William J. Kulzer, Judi Trevor, Howard Knight, Elizabeth Carlisle, Dee Booher                            | Uma ex-policial é incriminada por um policial corrupto e precisa lutar para sair da cadeia                                             |
| Liao Zhai Yan Tan (聊齋艷譚)                                                | Ngai Kai Lam              | Hong Kong                       | Drama, Erótico             | Amy Yip, Chia Ling Ha, So Man, Hitomi Kudo, Chi Chun Ha, Chung Lin                                                     | [ 44 ] |
| Mannequin                                                                   | Michael Gottlieb          | EUA                             | Comédia Romântica          | Andrew McCarthy, Kim Cattrall, Estelle Getty, James Spader, G. W. Bailey, Meshach Taylor                               | Uma versão moderna do mito de Pigmaleão                                                                                                |
| El Manosanta está Cargado                                                   | Hugo Sofovich             | Argentina                       | Comédia                    | Alberto Olmedo, Javier Portales, Adriana Brodsky, Beatriz Salomón, Susana Romero, Silvia Pérez                         | [ 46 ] |
| Mascara                                                                     | Patrick Conrad            | Bélgica                         | Suspense                   | Charlotte Rampling, Michael Sarrazin, Derek de Lint, Jappe Claes, Herbert Flack, Harry Cleven                          | Comissário da polícia com uma paixão secreta por se travestir e por sua irmã incrimina o admirador dela pelo assassinato de sua mulher |
| Maurice                                                                     | James Ivory               | Reino Unido                     | Romance, Drama             | James Wilby, Hugh Grant, Rupert Graves, Denholm Elliott, Simon Callow, Ben Kingsley                                    | Baseado no romance homônimo de E. M. Forster                                                                                           |
| Mga Anak ni Facifica Falayfay                                               | Romy S. Villaflor         | Filipinas                       | Comédia                    | Dolphy, Roderick Paulate, Zsa Zsa Padilla                                                                              | trad. Filhos de Facifica Falayfay Uma continuação do filme Facifica Falayfay de 1969                                                   |
| Miss Mona                                                                   | Mehdi Charef              | França                          | Comédia, Drama             | Ben Smaïl, Jean Carmet, Kader Boukhanef, Albert Delpy                                                                  | Uma drag queen sonha em se tornar uma mulher "de verdade" e faz amizade com um árabe                                                   |
| Mo dai huang hou (末代皇后)                                                 | Jialin Chen, Qingguo Sun  | China, Hong Kong                | Drama                      | Yiwei Fu, Jiang Wen, Liu Wei, Hong Pan, Wong Mei-Wa, Bide Yan                                                          | Sobre três mulheres na vida do último imperador chinês; sua esposa, sua prima, e sua concubina                                         |
| A Moffie Called Simon                                                       | John Greyson              | Canadá                          | Curta                      | Simon Nkodi | Fotos, cartas, cenas da TV, e sequências dramáticas mostrando o caso de Simon Nkodi, ativista gay e negro sul-africano preso a 2 meses |
| A Month in the Country                                                      | Pat O’Connor              | Reino Unido                     | Drama, Histórico           | Colin Firth, Kenneth Branagh, Natasha Richardson, Patrick Malahide, Jim Carter, Richard Vernon                         | Dois veteranos da Primeira Guerra, um hétero e um gay, fazem amizade enquanto restauram um mural antigo                                |
| My New Friend                                                               | Gus Van Sant              | EUA                             | Curta                      | | Um homem mais velho conhece e fica fascinado com um jovem                                                                              |
| No No Nooky T.V.                                                            | Barbara Hammer            | EUA                             | Curta                      | | Mostra como as mulheres sua sexualidade comparado com a visão masculina                                                                |
| No Way Out                                                                  | Roger Donaldson           | EUA                             | Ação, Suspense             | Kevin Costner, Gene Hackman, Will Patton, Sean Young, George Dzundza, Jason Bernard, Iman                              | [ 55 ] |
| Nuit docile                                                                 | Guy Gilles                | França                          | Drama                      | Patrick Jouané, Claire Nebout, Pascal Kelaf, Françoise Arnoul, Philippe Dumont, Jean-Marie Proslier, Piéral Jean Dasté | Um jovem decide deixar a mulher que ama, e conhece um adolescente que se prostitui                                                     |
| Ostia                                                                       | Julian Cole               | Reino Unido                     | Curta, Crime, Drama        | Derek Jarman, David Dipnall, Oliver Haden                                                                              | Dramatização do assassinato do diretor Pier Paolo Pasolini                                                                             |
| P.A.N.I.C. in Griffith Park                                                 | Lee Garlington            | EUA                             | Drama                      | Michael Alden, John Durbin, Van Quattro                                                                                | Videotape de uma peça popular onde quatro gays e um roqueiro lutam contra uma lei injusta                                              |
| Pirate Tape                                                                 | Derek Jarman              | Reino Unido                     | Curta                      | William S. Burroughs                                                                                                   | Um retrato do escritor William S. Burroughs                                                                                            |
| Poor Little Rich Girl: The Barbara Hutton Story                             | Charles Jarrott           | EUA                             | Biográfico, Drama          | Amadeus August, Farrah Fawcett, David Ackroyd, Stéphane Audran, Nicholas Clay, Bruce Davison                           | Sobre Barbara Hutton, uma das socialites mais ricas dos EUA e ex-esposa do ator Cary Grant                                             |
| Prick Up Your Ears                                                          | Stephen Frears            | Reino Unido                     | Drama                      | Gary Oldman, Alfred Molina, Vanessa Redgrave, Frances Barber, Janet Dale, Julie Walters                                | trad. O Amor Não Tem Sexo Baseado no assassinato do dramaturgo Joe Orton por seu namorado                                              |
| Quartiere                                                                   | Silvano Agosti            | Itália                          | Drama                      | Victoria Zinny, Dario Ghirardi, Valeria Sabel, Lino Salemme                                                            | Composto por várias histórias curtas sobre o amor                                                                                      |
| Rạk thrmān (รักทรมาน)                                                        | Pisan Akaraseranee        | Tailândia                       | Romance, Drama             | Bin Bunluerit | [ 63 ] |
| Ray's Male Heterosexual Dance Hall                                          | Bryan Gordon              | EUA                             | Curta, Comédia             | John Achorn, Tim Choate, Joe D'Angerio, Boyd Gaines, Darryl Henriques, Sam McMurray                                    | |
| Revolutions Happen Like Refrains in a Song                                  | Nick Deocampo             | Filipinas                       | Documentário               | Reynaldo Villarma | Documenta a revolução anti-Marcos, a vida de uma travesti, prostituição infantil, e a própria homossexualidade do diretor              |
| She Must Be Seeing Things                                                   | Sheila McLaughlin         | EUA                             | Drama                      | Lois Weaver, Sheila Dabney, Kyle deCamp, John Erdman, Ed Bowes, Peggy Shaw                                             | trad. Ela Deve Estar Vendo Coisas O relacionamento entre uma advogada e uma cineasta muda quando surge uma suspeita de infidelidade    |
| Soldati - 365 All'alba                                                      | Marco Risi                | Itália                          | Drama                      | Claudio Amendola, Massimo Dapporto, Ivo Garrani, Claudio Botosso, Alessandro Benvenuti, Agostina Belli                 | Mostra o serviço militar como uma experiência traumática                                                                               |
| The Strange Case of Yukio Mishima                                           | Michael McIntyre          | Reino Unido                     | Documentário               | Yukio Mishima, John Hurt (narrador), Nobuko Lady Albery, Hirohito, Yasunari Kawabata, Donald Keene                     | Produção da BBC sobre Yukio Mishima |
| Tall Dark Stranger                                                          | Paul Oremland             | Reino Unido                     | Curta, Drama               | | Sobre a busca por sexo dentro da cultura gay de Londres                                                                                |
| Taxi nach Kairo                                                             | Frank Ripploh             | Alemanha Ocidental              | Comédia                    | Frank Ripploh, Christine Neubauer, Udo Schenk                                                                          | trad. Táxi para Cairo Uma continuação do filme Taxi zum Klo de 1981                                                                    |
| Terminal Exposure                                                           | Nico Mastorakis           | EUA                             | Comédia                    | Mark Hennessy, Hope Marie Carlton, Steve Donmyer, John Vernon, Joe Estevez, Patrick St. Esprit                         | trad. Descoberta Fatal - Um Desafio à Máfia                                                                                            |
| Three Bewildered People in the Night                                        | Gregg Araki               | EUA                             | Drama                      | Darcy Marta, John Lacques, Mark Howell                                                                                 | trad. Três Pessoas Confusas na Noite Segue um trio poliamoroso enquanto eles discutem em um café                                       |
| Too Outrageous!                                                             | Richard Benner            | Canadá                          | Comédia                    | Hollis McLaren, Craig Russell, Rusty Ryan, Norman Weiler, Ian Craig McCullen, Barry Flatman                            | Continuação do filme Outrageous! de 1977                                                                                               |
| Tough Guys Don't Dance                                                      | Norman Mailer             | EUA                             | Crime, Suspense            | Ryan O'Neal, Isabella Rossellini, Debra Stipe, Wings Hauser, Lawrence Tierney, Penn Jillette                           | Baseado no romance homônimo do diretor                                                                                                 |
| Tugging the Worm                                                            | James Duesing             | EUA                             | Curta, Animação            | James Duesing, Thomas Ebersold, Suzanne Fisher, Amy Killenger, Dan Kleingers                                           | Um filme alegórico ambientado em uma sociedade utópica                                                                                 |
| The Two of Us                                                               | Roger Tonge               | Reino Unido                     | Romance, Drama             | Jason Rush, Lee Whitlock, Jenny Jay, Zoë Nathenson, Kathy Burke, James McKenna                                         | O relacionamento entre um jovem gay e seu amigo é ameaçado por seus colegas de turma                                                   |
| Union Jack Up                                                               | John Maybury              | Reino Unido                     | Curta                      | Trojan, Leigh Bowery                                                                                                   | [ 76 ] |
| Venner for altid                                                            | Stefan Henszelman         | Dinamarca                       | Drama                      | Rita Angela, Carsten Morch, Lars Kylmann Jacobsen, Trine Torp Hansen, Thomas Sigsgaard, Christine Skou                 | trad. Quando Acaba a Inocência Um adolescente entra para uma nova escola, onde faz amizade com dois garotos muito diferentes           |
| Via Montenapoleone                                                          | Carlo Vanzina             | Itália                          | Comédia                    | Carol Alt, Renée Simonsen, Fabrizio Bentivoglio, Luca Barbareschi, Marisa Berenson, Corinne Cléry                      | Na Via Montenapoleone em Milão, os destinos de playboys, modelos, e gays, se cruzam                                                    |
| Video Album 5: The Thursday People                                          | George Kuchar             | EUA                             | Documentário               | George Kuchar, Mike Kuchar, Curt McDowell, Mark Ellinger, Melinda McDowell                                             | Sobre o cineasta underground Curt McDowell, que estava morrendo dado a complicações relacionadas a AIDS                                |
| Waiting for the Moon                                                        | Jill Godmilow             | EUA                             | Biográfico, Comédia, Drama | Linda Hunt, Linda Bassett, Jacques Boudet, Andrew McCarthy, Bernadette Lafont, Adolfo Vargas                           | Sobre o casal lésbico mais afluente da literatura americana, Gertrude Stein e Alice Toklas                                             |
| We Are Family: Parenting and Foster Parenting in Gay Families               | Dasal Banks               | EUA                             | Documentário               | | Mostra as vidas de pais gays e lésbicas e explora as implicações legais e sociais da adoção por casais do mesmo sexo                   |
| What if I'm Gay?                                                            | Jeffrey D. Brown          | EUA                             | Curta, Drama               | Richard Joseph Paul, Evan Handler, Manfred Melcher, Gabrielle Carteris, Virginia Rae Robinson, Ed Marinaro             | Um aluno popular é forçado a confrontar sua sexualidade quando seus amigos encontram sua coleção de pornô gay                          |
| What the Butler Saw                                                         | Barry Davis               | Reino Unido                     | Comédia                    | Tyler Butterworth, Dinsdale Landen, Tessa Peake-Jones, Bryan Pringle, Prunella Scales, Timothy West                    | Baseado na peça homônima de Joe Orton                                                                                                  |
| Wigstock: The Movie                                                         | Tom Rubnitz               | EUA                             | Curta                      | | Sobre o Festival Wingstock, quando ainda era uma pequena apresentação de drag Foi expandido no documentário homônimo de 1995           |
| Withnail and I                                                              | Bruce Robinson            | Reino Unido                     | Drama                      | Richard E. Grant, Paul McGann, Richard Griffiths, Ralph Brown, Michael Elphick, Eddie Tagoe                            | Segue dois atores desempregados que vão passar uns dias no chalé do tio excêntrico de um deles                                         |
| Un Zoo la Nuit                                                              | Jean-Claude Lanzon        | Canadá                          | Drama, Crime               | Gilles Maheu, Lunne Adams, Roger Lebel                                                                                 | trad. Um Zoológico à Noite |